# Encyclia santos-dumontii
Encyclia santos-dumontii är en orkidéart som beskrevs av Lou Christian Menezes. Encyclia santos-dumontii ingår i släktet Encyclia och familjen orkidéer. Inga underarter finns listade i Catalogue of Life.